# Resident Evil 7: Biohazard
Resident Evil 7: Biohazard (stylisé en RESIDENT EVII. biohazard), connu au Japon sous le nom Biohazard 7: Resident Evil (バイオハザード7　レジデント イービル, Baiohazādo 7 Rejidento Ībiru, stylisé en BIOHA7.ARD resident evil), est un jeu vidéo de tir à la première personne d'horreur développé et édité par Capcom, sorti le 24 janvier 2017 sur PlayStation 4 (PlayStation VR optionnel), Xbox One et Windows.
Il s'agit du 7e opus de la série Resident Evil, ainsi que du premier épisode de la série principale à être en vue à la première personne. Il ne s'agit pas d'un jeu d'action comme Resident Evil 4, 5 et 6, mais d'un survival horror, comme les trois premiers jeux de la franchise Resident Evil. Une suite, Resident Evil Village, est sortie le 7 mai 2021.

## Synopsis
Juillet 2017, (approximativement 4 ans après les événements de Resident Evil 6[réf. nécessaire]) dans la ville fictive de Dulvey en Louisiane au sud des Etats-Unis, un homme nommé Ethan Winters est à la recherche de sa femme, Mia, disparue maintenant depuis plus de 3 ans.
Ses recherches le conduisent vers une plantation abandonnée, où il finit par retrouver sa femme retenue prisonnière dans une maison apparemment abandonnée elle aussi. Cependant, Ethan va très vite être attaqué, et il fera la rencontre de la famille Baker, une famille étrange et dangereuse, pratiquant le cannibalisme.
Bien qu'il s'agisse d'une suite, les connexions aux précédents opus de la saga sont ténues, le jeu se concentrant sur des personnages inédits, faisant face à une menace jusqu'ici inédite dans la série.
Les extensions en contenu téléchargeable Not a Hero et End of Zoe poursuivent l'intrigue de ce jeu, le premier reprenant juste à la fin, et le second quelques semaines après Not a Hero. (Ils se trouvent dans RE7 Gold Edition)

## Système de jeu
Resident Evil 7: Biohazard est le premier épisode de la série, à l'exception de certain spin-off, se jouant à la première personne et peut être joué en réalité virtuelle. Cet épisode devait ne pas comporter de QTE mais en comporte finalement quelques-uns[réf. nécessaire].
L'exploration est l'un des points clés de ce Resident Evil. Les munitions, soins et armes se font rares, le joueur doit alors fouiller dans chaque recoin de la plantation pour avoir une chance de s'en sortir. Il peut aussi récupérer des ingrédients pour fabriquer ce dont il a besoin pour se défendre ou se soigner. Les énigmes et puzzles sont également de retour, misant avant tout sur l'observation et la logique.

## Développement
Le jeu est présenté le 13 juin 2016 à l'occasion de la conférence Sony lors de l'E3 2016. Capcom y annonce que Resident Evil 7: Biohazard n'est pas un jeu d'action comme Resident Evil 4, 5 et 6, mais un survival horror, comme le premier Resident Evil,.

## Doublage

### Voix américaines
- Todd Soley : Ethan Winters
- Katie O'Hagan: Mia Winters
- Jack Brand : Jack Baker
- Sara Coates : Marguerite Baker
- Jesse Pimentel : Lucas Baker
- Giselle Gilbert : Zoe Baker
- Paula Rhodes : Eveline jeune
- Patricia McNeely : Eveline âgée
- Robert Vestal : Peter Walken
- Tony Vogel : Clancy Jarvis
- Christopher Ashman : Andre Strickland
- Hari Williams : David Anderson
- Kip Pardue : Alan Droney
- David Vaughn : Chris Redfield

### Voix françaises
- Damien Ferrette : Ethan Winters
- Laurence Bréheret : Mia Winters
- Martial Le Minoux : Jack Baker
- Coco Noël : Marguerite Baker
- Jérémy Prevost : Lucas Baker
- Jessica Monceau : Zoe Baker
- Emmylou Homs : Eveline jeune
- Naomi Zeul : Eveline âgée
- Stéphane Ronchewski : Peter Walken
- Cédric Dumond : Clancy Jarvis / Alan Droney
- Sébastien Desjours : Andre Strickland
- Pierre Tessier : David Anderson
- Boris Rehlinger : Chris Redfield

## Accueil

### Critique
Le jeu a reçu des notes généralement positives, le site Metacritic recense une note moyenne de 88/100 pour la version PC, de 86 pour la version Playstation 4 et pour la version Xbox One,,.
La vue à la première personne utilisée dans ce jeu l'a fait comparer à P.T., la démo du jeu annulé Silent Hills, comparaison rejetée par Capcom, le développement du jeu étant antérieur à la sortie de P.T..

### Ventes
Les prévisions de ventes de Capcom pour le jeu étaient de quatre millions d’exemplaires. Fin janvier 2017, le jeu a livré plus de 2,5 millions d'unités dans le monde entier. En novembre 2018, le jeu a dépassé les 5 millions d'unités vendues (23 mois après sa sortie), alors que la démo avait dépassé 7,15 millions de téléchargements. C'était le jeu vidéo le plus vendu au Royaume-Uni dans sa première semaine de sortie, il s'agit également du troisième meilleur début dans l'histoire de la série. 200 000 exemplaires ont également été vendus à travers Steam durant cette période,.

### Piratage
Malgré les mois de protection garantis par la technologie Denuvo utilisée, le jeu fut piraté 5 jours après sa sortie.